# مستقبل راديوي

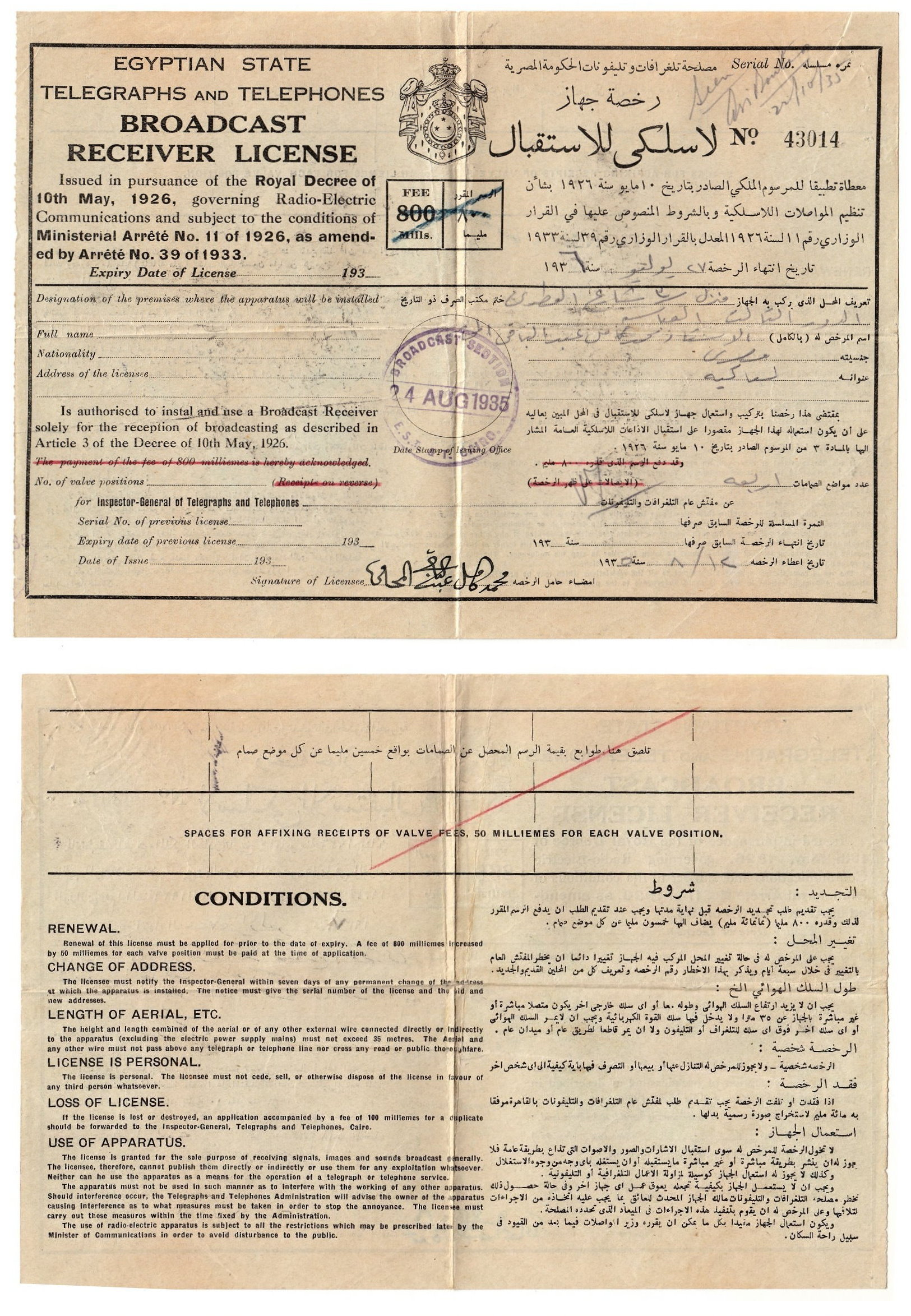
رخصة جهاز لاسلكي للاستقبال

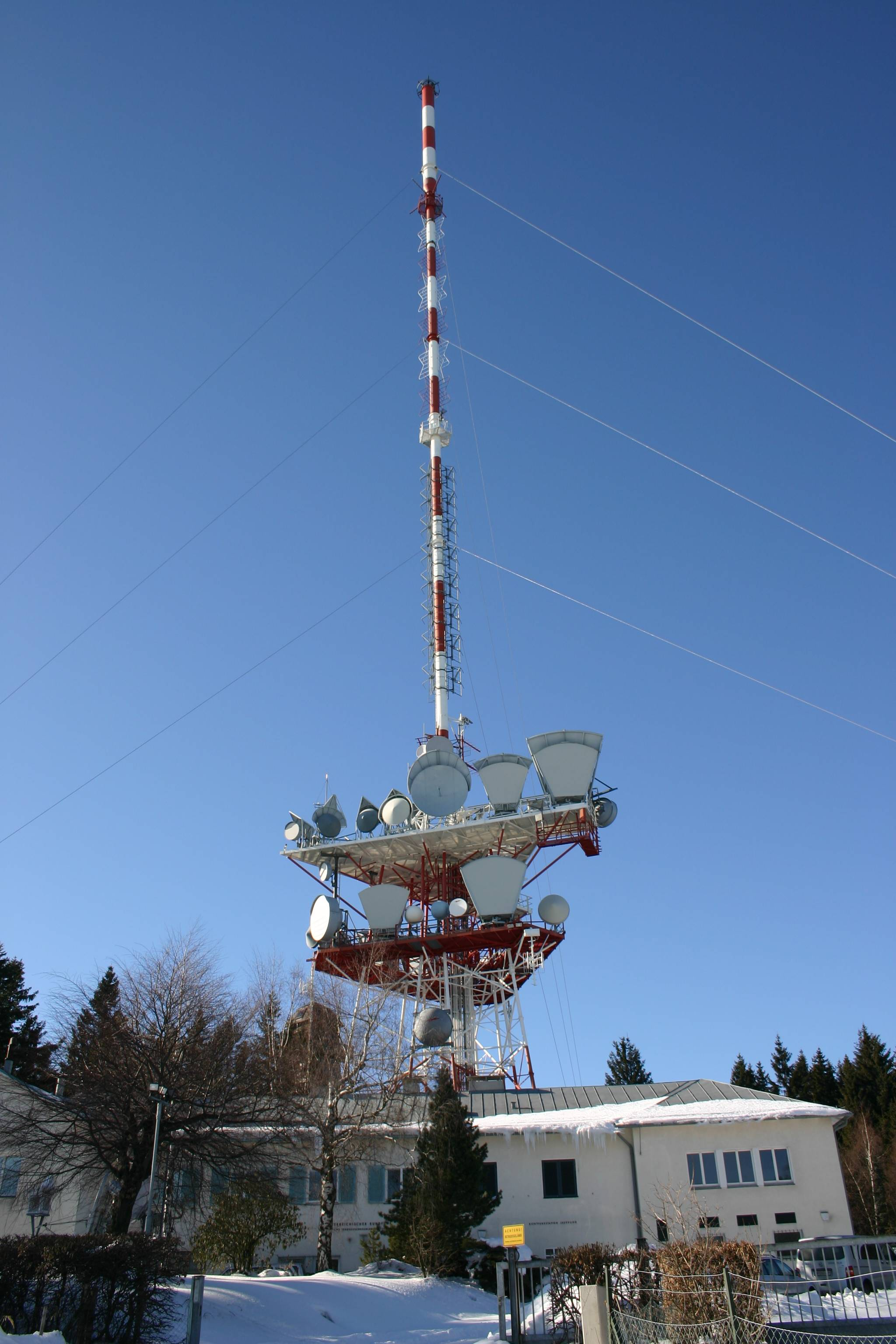
برج الإذاعة

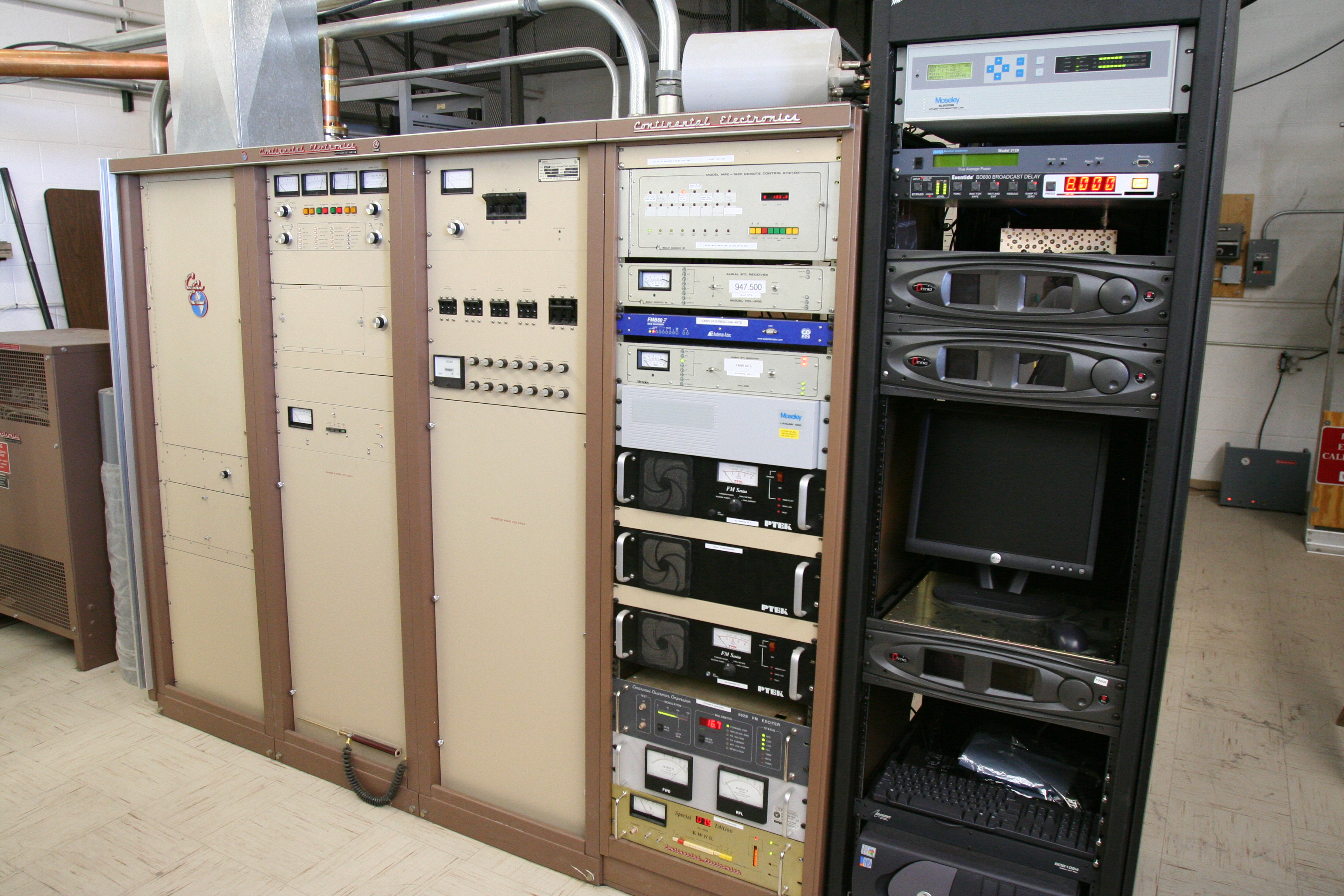
أجهزة بث

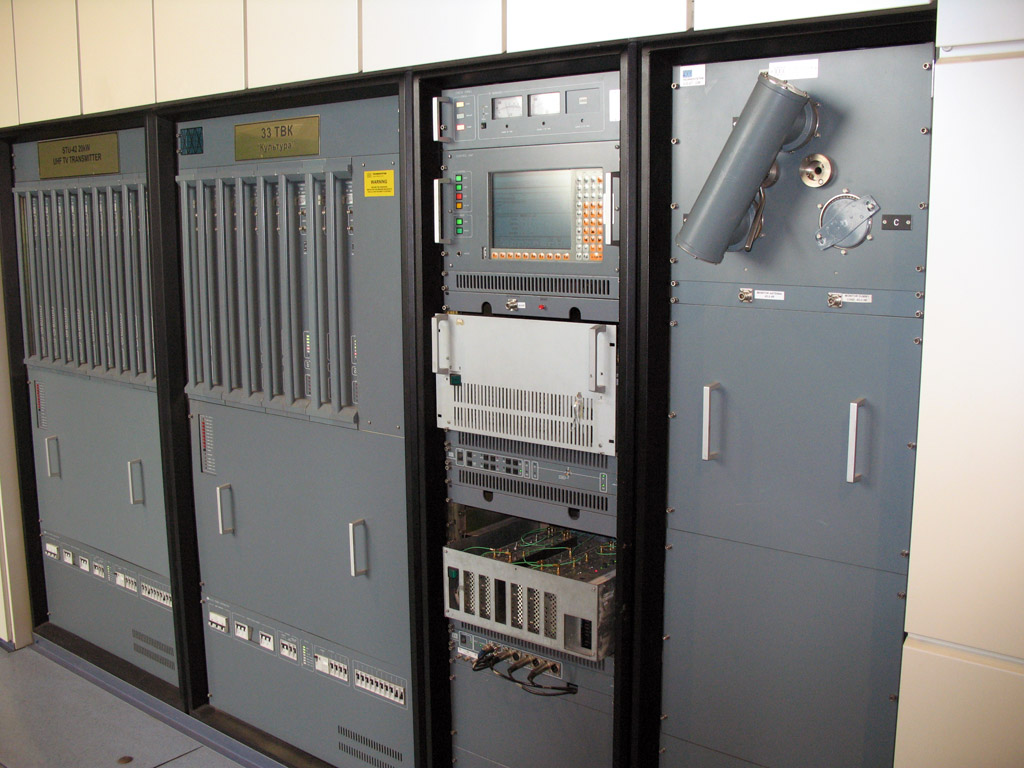
أجهزة إرسال الإذاعة

المُسْتَقْبِل الراديوي أو الراديو (الجمع: روادٍ أو الروادي) هو الجهاز الذي تُحوَّل به موجات كهرومغناطيسية إلى صوت مطابق تماما للصوت الصادر من محطة الإذاعة. ويستخدم المستقبل الراديوي تقنية اتصال تستعمل الموجات الكهرومغناطيسية لإرسال أو بث الصوت أو أي نوع آخر من المعلومات.
تتكون دارة المستقبل الراديوي البسيطة من الهوائي إذ يلتقط الإشارة اللاسلكية ويحولها إلى إشارة كهربية ثم تدخل إلى دائرة انتقاء مكونة أساسا من مكثف هوائي ومكبر التردد العالي والمذبذب ووظيفته انتقاء المحطة المراد سماعها ومنع التداخل بين المحطات ذات الترددات المتقاربة، ثم تأتي مرحلة تكبير الإشارة الصوتية ثم الإنصات.

## الاختراع
عام 1889م قام الألماني هنري هيرتز بإجراء التجارب على الموجات الكهرومغناطيسية وقد صنع جهازًا يحدث موجاتٍ كهرومغناطيسية عن طريق توليد تفريغ كهربائي وقد قام بصنع جهاز كاشف الذبذبة وهو جهاز يستقبل الموجات ويُحولها بالتأثير إلى كهرباء ثم قام العالم الإيطالي أوجست ريجي بتحسين أجهزة هيرتز فأعاد صنع كاشف الذبذبة.
وفي عام 1890 تمكن الفرنسي إدوار برانلي من اختراع الجهاز الكاشف للموجات وهو يتكون من أنبوبة صغيرة من الزجاج تحتوي على قرصين معدنيين بينهما كمية من برادة الحديد وعند توصيل الجهاز بالكهرباء تقاوم البرادة سريان التيار ولكنها تصبح قابلة للتوصيل بفعل الموجات الكهرومغناطيسية وعندها يمر التيار من خلال الجهاز.
وفي عام 1895 قام الكسندر بوبوف باختراعه لأول جهاز استقبال ذبذبات كهرمغناطيسية وأطلق عليه اسم «مسجل الرعد» الذي سمي فيما بعد الراديو. واستعرض بوبوف اختراعه للمرة الأولى في 25 أبريل عام 1895 خلال جلسة الجمعية الفيزيائية الكيميائية الروسية لدى جامعة بطرسبورغ، وذلك قبل سنة ونصف من استعراض العالم الإيطالي غوليلمو ماركوني التلغراف اللاسلكي. ويعتبر ماركوني عالما اعترف رسميا في العالم بأنه اخترع جهازا يرسل برقيات لاسلكية.
عام 1896 تمكن الإيطالي غولييلمو ماركوني من استخدام موجات كهرومغناطيسية وقد استخدم الجهاز الذي اخترعه الإيطالي أوجست ريجي كجهاز إرسال واستخدم الجهاز الكاشف للموجات كجهاز استقبال وقد قام ماركوني بتزويد جهاز الإرسال بهوائي لنقل الإشارات لمسافات بعيدة.
غولييلمو ماركوني هو من يعتقد الناس أنه اخترع المستقبل الراديوي ولقد حصل على جائزة نوبل بسببها في العام 1909.
الحقيقة أن ماركوني قد سافر إلى الولايات المتحدة الأمريكية لمقابلة نيكولا تيسلا لكي يتطلع على إنجازاته في حقول العلم، وقد قام تيسلا بتزويد ماركوني بمخططات تبيّن فيما بعد أنها كانت أول مخططات للمستقبل الراديوي. فبذلك يكون المخترع الحقيقي للمستقبل الراديوي هو نيكولا تيسلا بما أنه صاحب الفكرة الأساسية عام 1896
نفس الفكرة استخدمها ماركوني لنموذجه بعد عدة سنوات
وجدير بالذكر أن نيكولا تيسلا قام بعرض مخططات للمستقبل الراديوي بعد إنهاء محاضرة له عن التقنيات اللاسلكية في العام 1893.
فيما بعد قام تيسلا برفع دعوى قضائية ضد ماركوني حتى اليوم الذي مات فيه في العام 1943
في نفس العام الذي حكمت فيه المحكمة العليا أن اختراع ماركوني غير صالح
و أعلنوا أن نيكولا تيسلا هو من اخترع المستقبل الراديوي - وكان نيسلا هو مكتشف ما يسمى بالرنين المغناطيسي ثم قام من بعده العالم الألماني هينرش هيرتز باختراع دائرة رنين مغناطيسي لمسافات محدودة لم يتمكن تيسلا من اختراعها ثم طور المخترع المغربي محمد أمين واراي اختراع هيرتز إلى جهاز لاسلكي استطاع عام 1906 إرسال أول أشارة لاسلكية عبر المحيط الأطلنطي وكانت هذه هي البداية لاستخدام موجات الراديو في اختراع اللاسلكي حتى وصلنا اليوم إلى الهاتف الجوال.
رسالة الأولى عبر الأطلسي :
في 12 ديسمبر 1901م أرسل ماركوني ومعاونوه حروف نظام مورس من بولدو بكورنوول بإنجلترا إلى سانت جون بكندا . وكان هذا أول اتصال لا سلكي في التاريخ عبر الأطلسي . وبعد ذلك سرعان ما سهَّل جهاز ماركوني على السفن الاتصال بعضها ببعض وبالشاطئ . على مسافة تزيد على 3,000كم .
ازدادت شهرة ماركوني حينما ساعد جهازه على إرشاد سفن الإنقاذ إلى سفينة ريبابليك في عام 1909م والسفينة تيتانك في عام 1912م وإنقاذ العديد من الأرواح . وقد أدت هذه الحوادث إلى صدور القوانين التي تقتضي بأن يكون بسفن الركاب الكبيرة أجهزة لا سلكية .